# Tarachodes circulifer
Tarachodes circulifer är en bönsyrseart som beskrevs av Max Beier 1963. Tarachodes circulifer ingår i släktet Tarachodes och familjen Tarachodidae. Inga underarter finns listade i Catalogue of Life.